# Amigdalitis

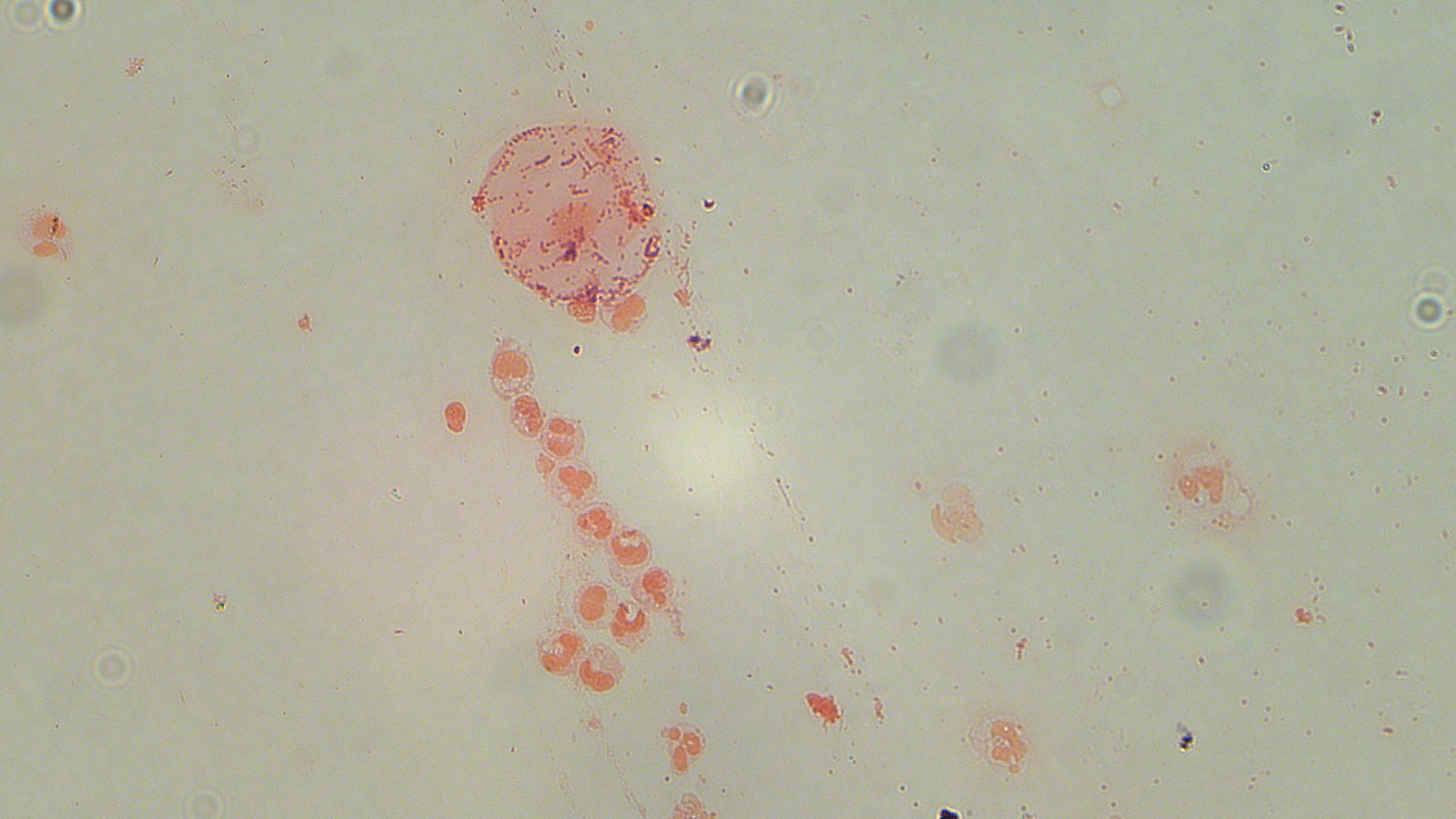
Microfotografía (400 x, tinción Gram) mostrando célula faríngea y abundantes neutrófilos invadidos por estreptococos betahemolíticos del grupo A, procedente de exudado faringoamigdalino de paciente varón de 33 años febril (40 °C) previo a inicio de tratamiento.

La amigdalitis o anginas es la inflamación de una o de las dos amígdalas palatinas (masas de tejido ovales, carnosas, grandes que están en la pared lateral de la orofaringe a cada lado de la garganta). Estas agrupaciones de tejido contienen las células que producen anticuerpos útiles en la lucha contra la infección.

## Denominación
Amigdalitis, del latín amygdăla, almendra, y este del griego ἀμυγδάλη, realmente significa "inflamación de una o varias amígdalas linfáticas". Aunque en este caso se refiere, de forma restringida,  solo a la inflamación de las amígdalas palatinas.
Anginas es una expresión coloquial comúnmente aceptada. Tonsilitis (del latín tonsillae, de donde proviene también el español tonsila) es la forma común usada en inglés y como término médico en alemán, tonsillite aquella de uso en italiano y tonsilite, junto con amigdalite, en portugués. 
En la práctica médica los términos amigdalitis aguda, faringitis aguda y faringoamigdalitis aguda son utilizados indistintamente.

## Causas
Numerosos microorganismos (virus y bacterias) pueden causar amigdalitis; entre ellos se incluyen los siguientes:
- La bacteria Streptococcus pyogenes o estreptococo betahemolitico del grupo A (EBGA). Causa 30 % de las faringitis agudas en niños[3]

- Los adenovirus.
- El virus de la gripe.
- El virus Epstein-Barr.
- Los virus parainfluenza.
- Los enterovirus.
- El virus del herpes simple.

Globalmente, los virus causan aproximadamente 2 de cada 3 casos de amigdalitis. La edad de máxima incidencia de la amigdalitis de causa bacteriana (Streptococcus pyogenes) es de 3 a 15 años.

## Cuadro clínico
La amigdalitis aguda se manifiesta por: 
- Dolor local (odinofagia) que puede ser intenso.
- Fiebre y malestar general.
- Voz gangosa.
- Adenopatías cervicales.
- Dificultad para la deglución (disfagia).
- Cuando la amigdalitis es de causa viral puede acompañar: tos, rinitis o rinorrea, afonía y conjuntivitis.

## Tratamiento
- En la mayoría de los pacientes la amigdalitis es una enfermedad autolimitada.[5]
- El médico puede prescribir un antibiótico (penicilina, preferentemente), si sospecha una infección bacteriana.[6]
- Antiinflamatorios.
- Calmantes para la disfagia.
- Antipiréticos.
- Gárgaras, que pueden hacerse con una solución de agua salada o con productos basados en la iodopovidona.

## Evolución, pronóstico y complicaciones
La amigdalitis es una enfermedad autolimitada. El tratamiento (con antibióticos si la causa es Streptococcus pyogenes, con antiinflamatorios y con antitérmicos) puede aliviar los síntomas y disminuir su duración.
- La hipertrofia (aumento del tamaño) de las amígdalas palatinas, que con frecuencia se ve entre los episodios agudos, generalmente no tiene importancia, salvo cuando por su magnitud y persistencia puede obstaculizar el paso del aire, sobre todo durante el sueño (apnea del sueño).

- La amigdalitis recurrente puede deberse a distintas causas y requiere la evaluación médica formal.

- La fiebre reumática y la glomerulonefritis posestreptocócica aguda tienen una relación causal con las infecciones por Streptococcus pyogenes, aunque son enfermedades de etiología y patogenia complejas.

- El absceso amigdalino o periamigdalino es una complicación infrecuente, pero grave que requiere tratamiento médico temprano (antibióticos y ocasionalmente cirugía).